# 麥哲倫號金星探測器
麥哲倫太空船，也稱為金星雷達製圖者，是美國國家航空暨太空總署（NASA）於1989年5月4日發射，使用合成孔徑雷達繪製金星表面地圖和測量行星引力場的機器人太空探測器。
麥哲倫探測器是第一艘從太空梭發射以進行星際飛行任務，第一個使用慣性上升助推器，以及第一個測試大氣制動做為進入圓形軌道方法的太空探測器。"麥哲倫"是NASA第五次成功的金星任務，它填補了美國11年未發射行星際探測器的缺口。

## 歷史
從20世紀70年代末期開始，科學家一直在推動金星雷達測繪任務。它們首先試圖建造一艘名為"金星軌道成像雷達"（VOIR）的太空探測器。但是，因為明顯的會超出幾年預算的限制，VOIR計畫在1982年被取消。
太陽系探索委員會建議了一項簡化的雷達任務提案，該提案於1983年提交並被接受為金星雷達測繪計畫。這項建議包括有限的重點和單一的基本的科學工具。在1985年，任務名稱變更為麥哲倫計畫，以紀念在16世紀完成環球探索和測繪著稱的葡萄牙探險家斐迪南·麥哲倫 

。
麥哲倫任務的目標包括：
- 獲取每一對行解析力相當於1公里的光學成像，幾乎全部金星表面的雷達圖像（基本的）。
- 獲得空間50公里，垂直解析度100米，幾乎全金星表面的地形圖。
- 獲得700公里解析度與2-3毫伽準確性，機近全金星全球引力場資料。
- 了解包括密度分布和動力學的金星地質結構。

## 太空船的設計

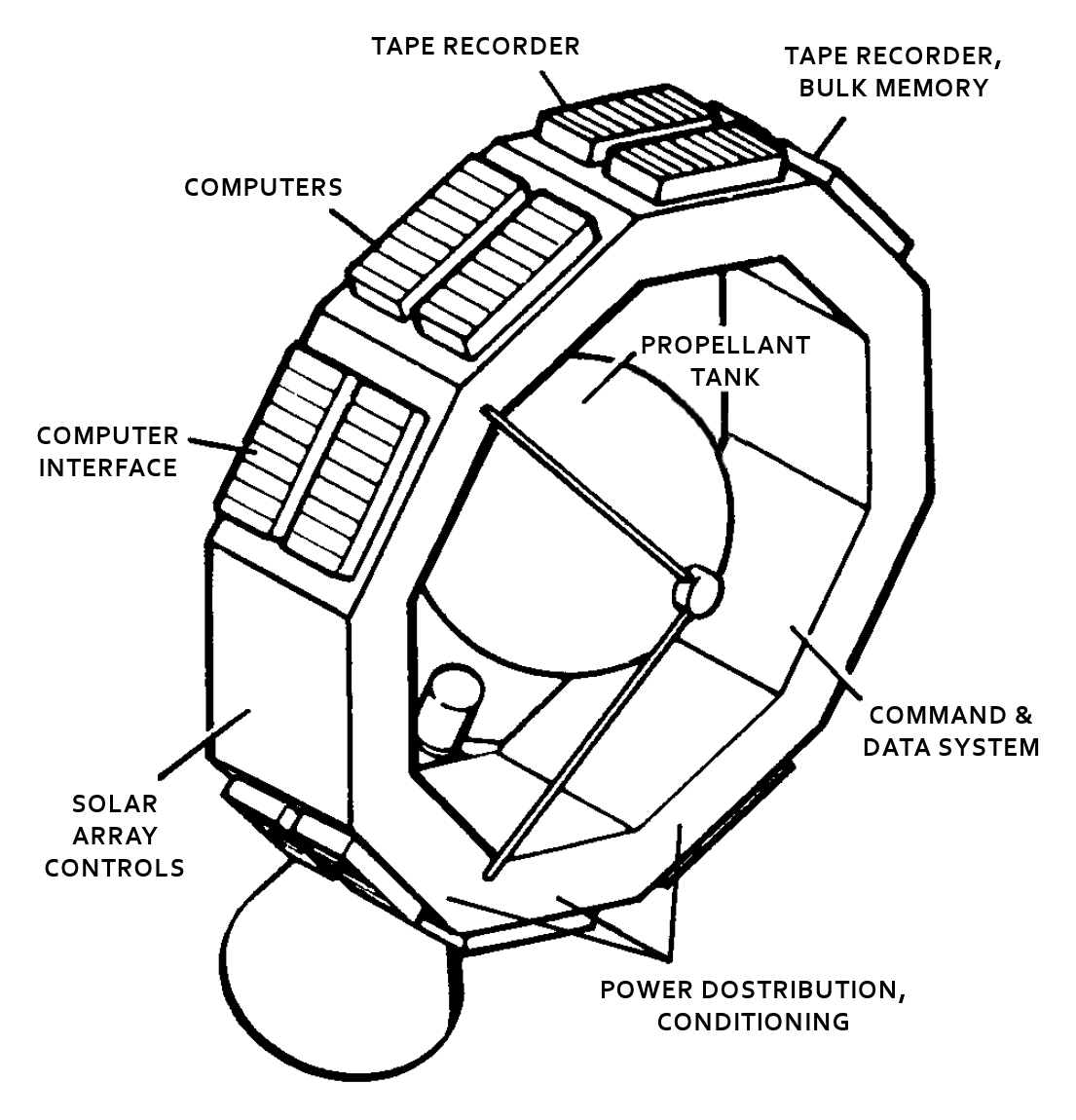
構成”麥哲倫號”主體的匯流排。

麥哲倫號是由馬丁·瑪麗埃塔公司設計和製造，和由NASA的噴射推進實驗室管理這項任務。伊莉莎白·拜爾擔任專案經理，約瑟夫·博伊斯擔任NASA總部的首席專案科學家；在噴射推進實驗室，道格拉斯·格里菲斯擔任"麥哲倫號"專案經理，而斯蒂芬·桑德斯則擔任首席專案科學家。
為了節省成本，"麥哲倫號"探測器大多數的設備，是由包括航海家號、伽利略號、尤利西斯號、和水手9號等各種任務的備件組成。太空船的主體，是航海家號任務備用的一個10片鋁面，包含電腦、資料紀錄器和其他子系統的匯流排。整體而言，測量這艘太空船高6.4米，直徑4.6米，太空船的質量為1,035公斤，攜帶2,414公斤的推進劑，總質量為3,449公斤。

## 任務
麥哲倫號的主要任務是進行金星地表的繪製與測量，環繞金星一圈為243天。麥哲倫號總共完成六次任務，獲得98%金星地表的資料，並在1994年10月11日衝入金星大氣層中，結束全部任務。

### 發射
麥哲倫號於1989年5月4日18點46分59秒由美國太空總署位於佛羅里達州的肯尼迪航天中心肯尼迪航天中心39號發射複合體，藉著亞特蘭蒂斯號太空梭發射升空。麥哲倫號進入軌道後，麥哲倫號連接的慣性上層助推器於1989年5月5日將麥哲倫號送入IV型日心軌道，預計15個月後，於1990年8月10日到達金星。

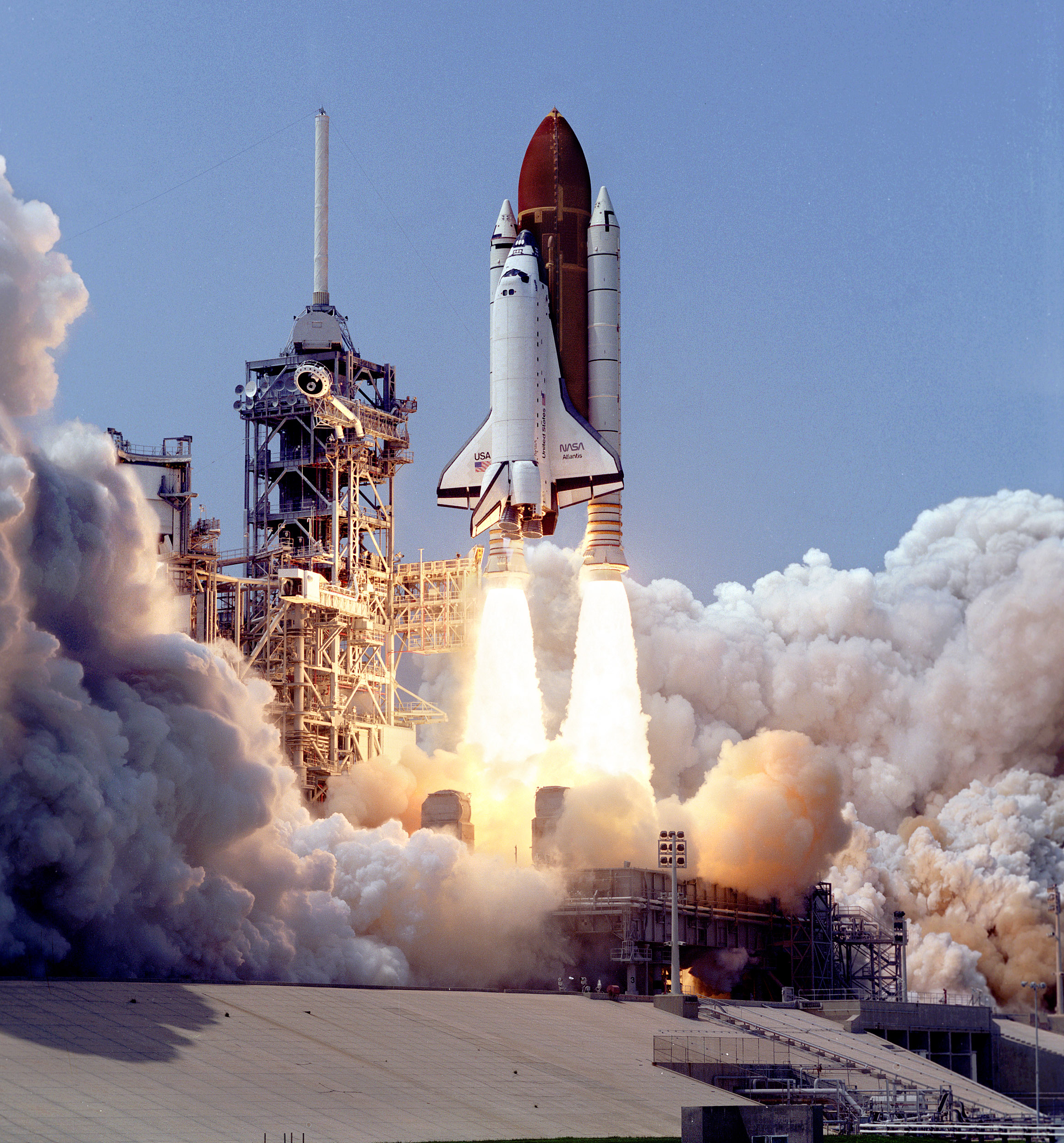
亞特蘭蒂斯號太空梭發射升空

### 進入金星軌道
1990年8月7日，麥哲倫號開始進入金星軌道，麥哲倫號進入一個橢圓軌道，近拱點距離金星表面295公里，遠拱點距離金星表面為7,762公里。
麥哲倫號拍攝的雷達紀錄下最接近金星的數據，然後遠離金星時將數據傳送回地球。這個動作需要大量使用反作用輪讓麥哲倫號旋轉，因為麥哲倫號拍攝照片需要37分鐘，而麥哲倫號朝著地球發送數據需要兩個小時。麥哲倫號主要任務傳回至少70％的金星表面照片，麥哲倫號鎖定兩大地區來拍攝照片，第一大區為北緯90度至南緯54度，第二大區為北緯76度到南緯68度。然而，由於近拱點為北緯10度，所以不太可能拍攝南極地區照片.。

### 第一次任務
- 目標：完成主要目標[4]
- 時間：1990年9月15日 - 1991年5月15日

麥哲倫號主要任務於1990年9月15日開始，打算拍攝金星表面70％的“左看”地圖，像素分辨率最小為1公里。在第一次繞行金星期間，從麥哲倫號距離金星表面的高度包含2,000公里（北極上空）與290公里（遠拱點）。主要任務於1991年5月15日完成，麥哲倫號拍攝83.7％的金星表面，像素分辨率為101至250公尺。

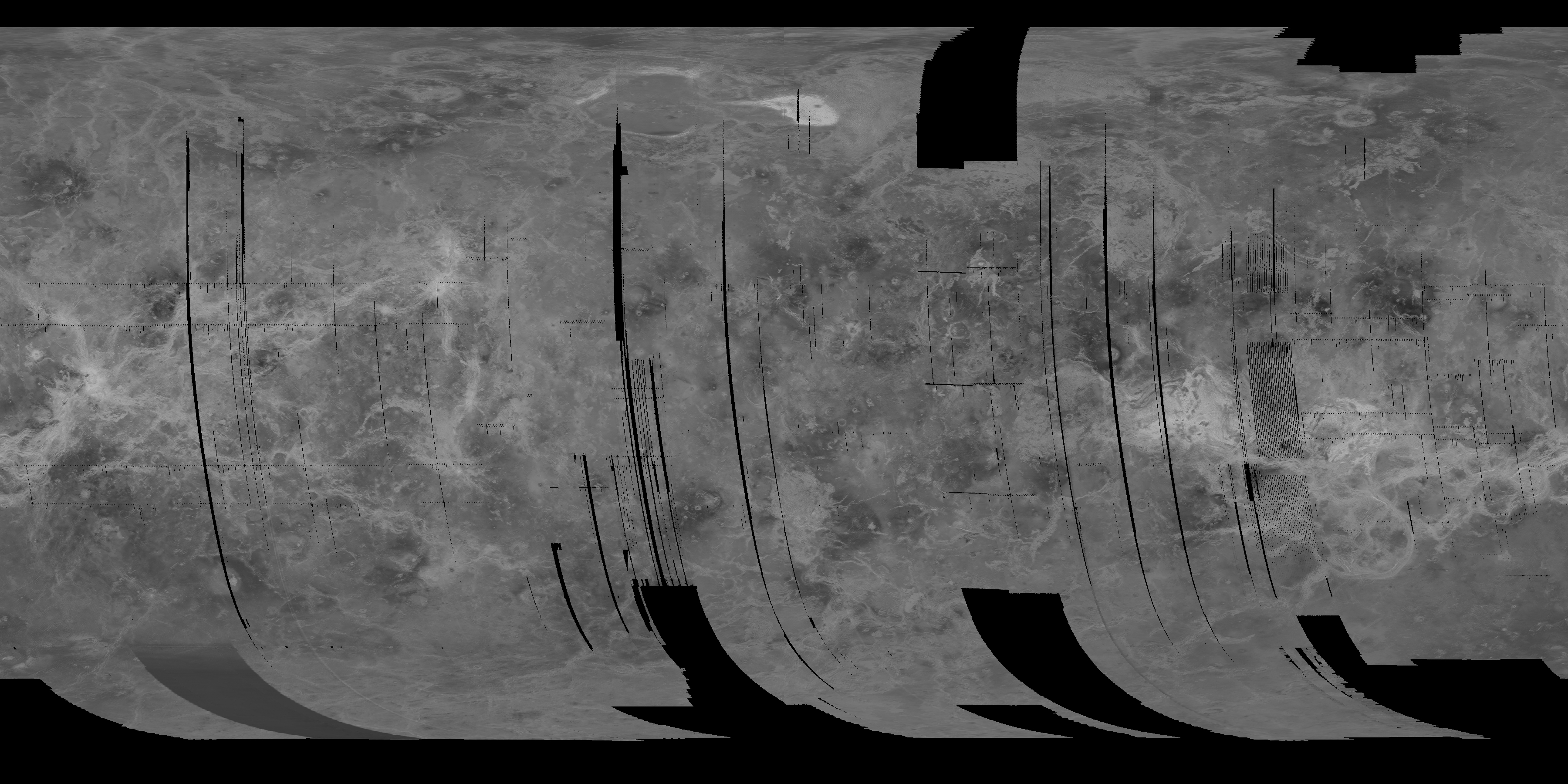
第一次任務繪製之金星地圖

### 第二次任務
- 目標：繪製金星南極地區地圖與第一次任務時所未完成之區域[9]
- 時間：1991年5月15日 - 1992年1月14日

第一次繪製金星地圖任務結束後，第二次繪製金星地圖任務立即開始，目的是提供第一次繪製金星地圖中有缺陷的數據，包括大片南半球地區。要做到這一點，麥哲倫號只好改變收集方法，以獲得“右看”地圖。1992年1月中完成後，第二次繪製金星地圖所提供的數據為54.5％的金星表面，科學家結合之前收集的資料後，獲得金星表面96％的地圖。

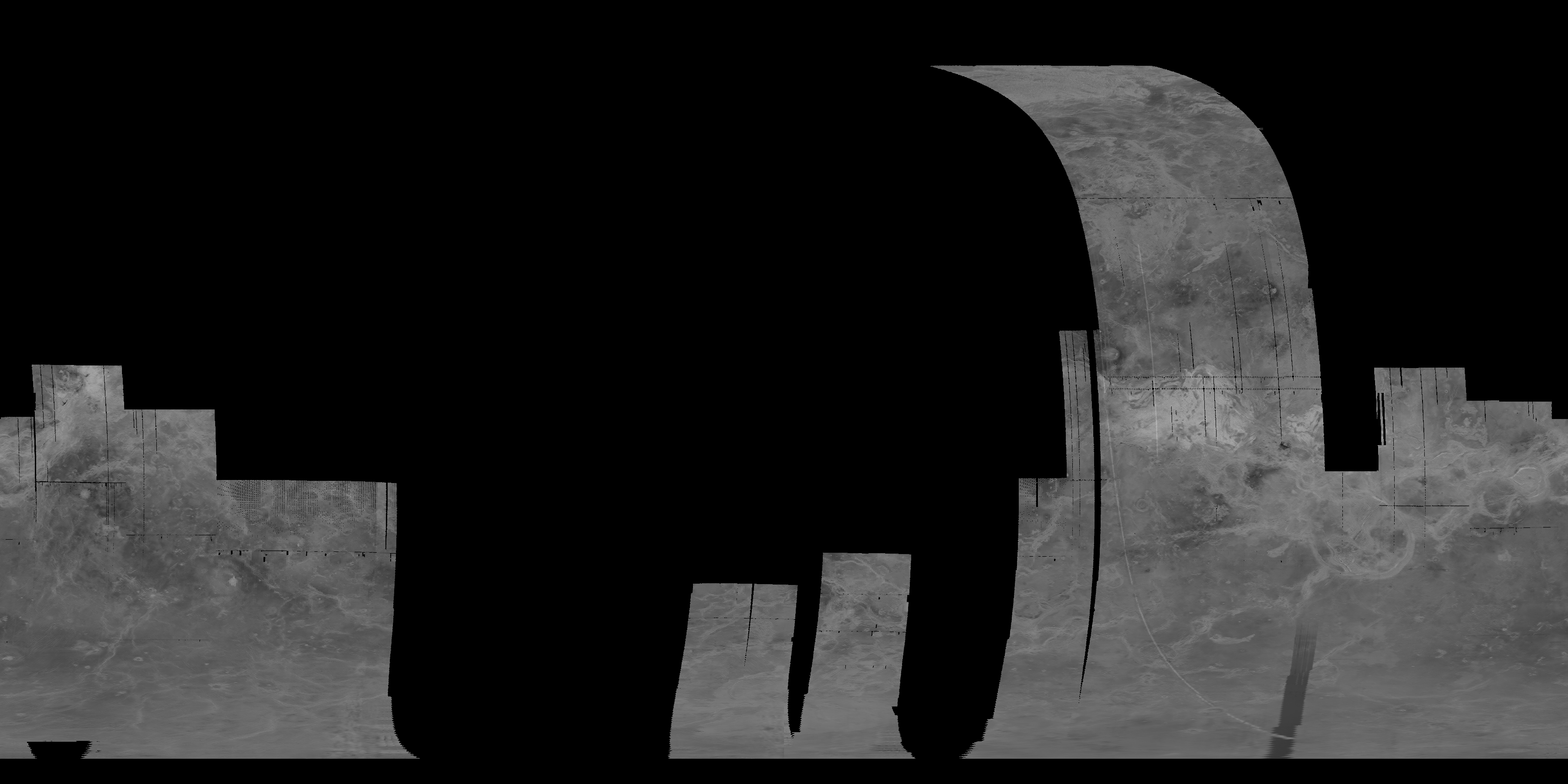
第二次任務繪製之金星地圖

### 第三次任務
- 目標：填補現存的地圖不足及收集立體圖像[9]
- 時間：1992年1月15日 - 1992年9月13日

第二次繪製金星地圖任務結束後，開始第三次繪製金星地圖任務來收集金星表面數據，以製作出三維立體影像。第三次繪製金星地圖任務於1992年9月13日結束，約21.3％的金星表面被製成立體影像，金星表面總體覆蓋率增加至98％以上。

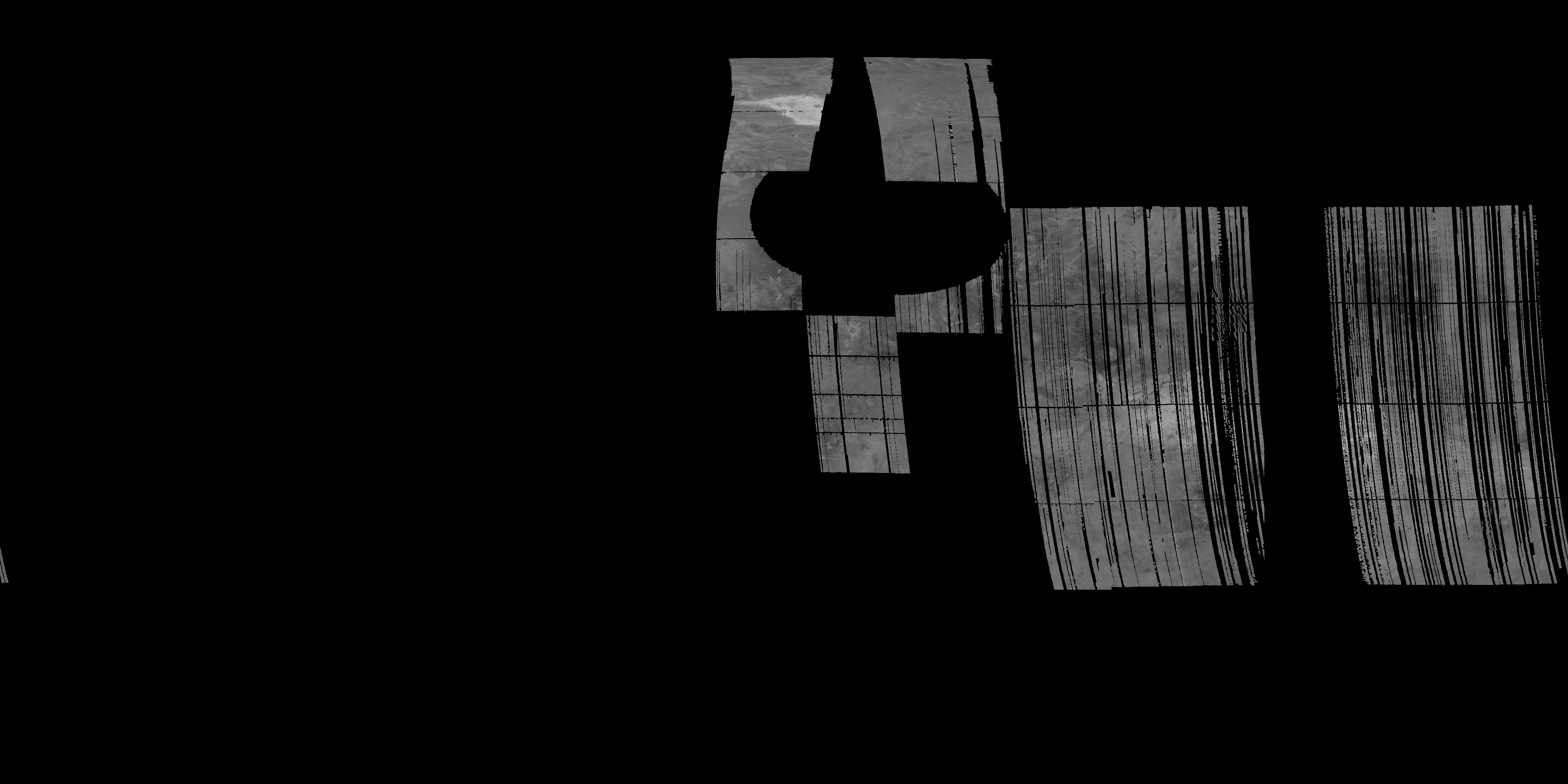
第三次任務繪製之金星地圖

### 第四次任務
- 目標：測量金星的引力場[9]
- 時間：1992年9月14日 - 1993年5月23日

第三次繪製金星地圖任務完成後，麥哲倫號停止製作表面影像。相反的，麥哲倫號於1992年9月中旬開始保持高增益天線指向地球，深空網絡開始錄製遙測資料。科學家藉由監測麥哲倫號的速度，來收集有關金星的引力場資訊。高引力的區域會略增加麥哲倫號的速度，紀錄為都卜勒效應的信號。直到1993年5月23日為止，麥哲倫號繞行金星軌道總共1,878次，因為數據丟失，所以麥哲倫號延長10天來研究金星引力。

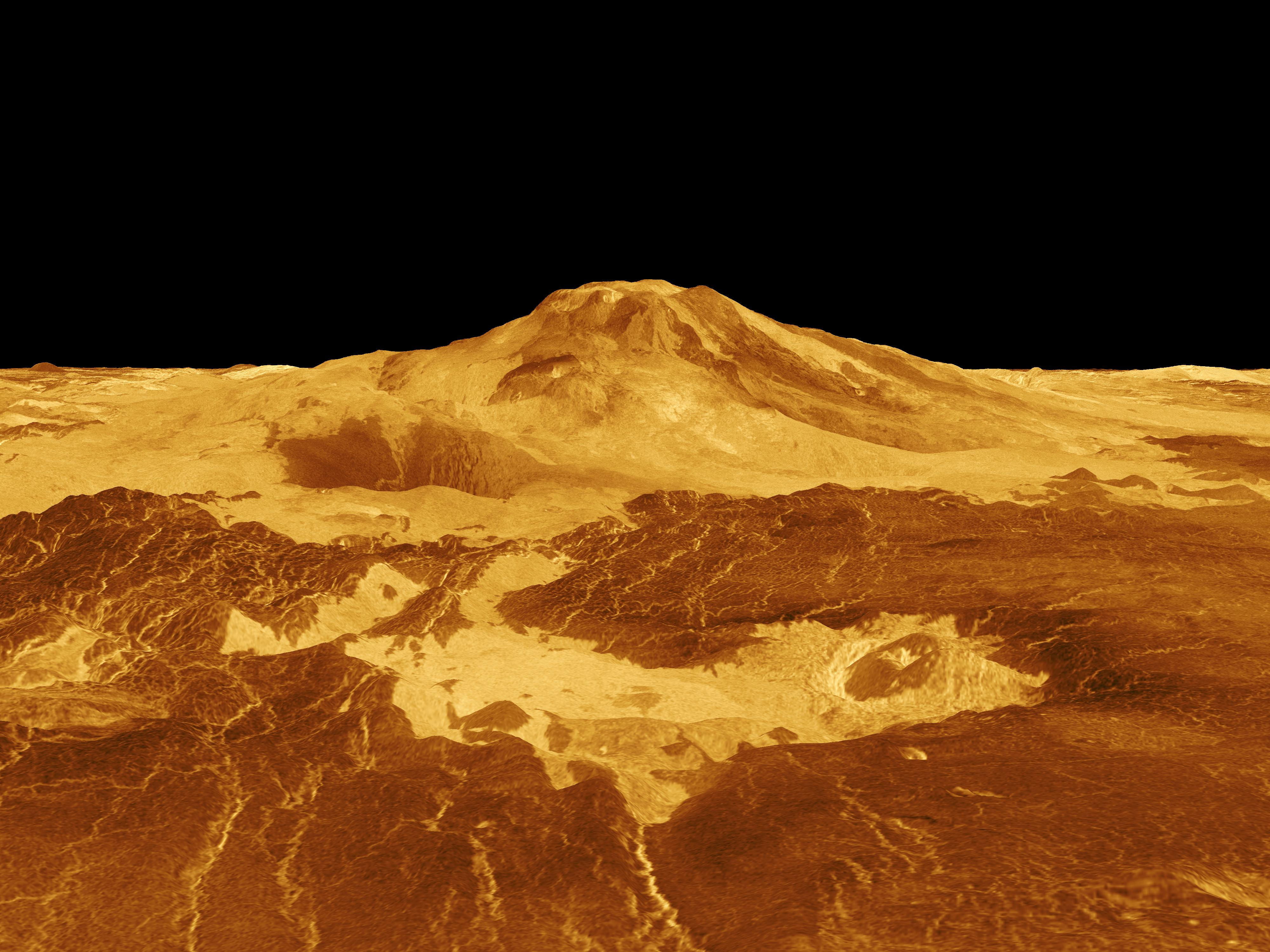
馬特山

### 第五次任務
- 目標：大气制动以進入圓形軌道與地球重力測量[9]
- 時間：1993年5月24日 - 1994年8月29日

第四次任務於1993年5月底結束，麥哲倫號利用已知的技術進行大气制动。第五次任務於1993年8月3日開始，麥哲倫號繞行金星軌道總共2,855次，提供94％的金星高分辨率重力數據，第五次任務於1994年8月29日結束。

### 大气制动
目標：進入圓形軌道
- 時間：1993年5月24日 - 1993年8月2日[9]

大气制动長期以來一直為太空船進行軌道減速的方法。之前的軌道減速提案需要防護罩，對於大多數任務過於複雜和昂貴。為了測試新方法，麥哲倫號計劃下降到金星大氣層的最外層區域。麥哲倫號利用細微摩擦來減慢了速度，為期稍微超過兩個月，使麥哲倫號進入一個近似圓形的軌道，包含180公里的近拱點與540公里的遠拱點。該方法已經被廣泛使用在以後的太空任務中。

### 第六次任務
- 目標：收集高分辨率重力數據，並進行無線電科學實驗
- 時間：1994年4月16日 - 1994年10月13日

第六次任務是前兩次金星引力研究的延伸。最終實驗隨著任務即將結束而進行，被稱為的“風車”實驗提供有關金星高層大氣的成分數據。麥哲倫號於1994年10月13日結束全部任務，繞行金星軌道總共1,783次，之後麥哲倫號進入金星大氣層並解體。

### 風車實驗
- 目標：收集有關金星大氣動力學數據[10]
- 時間：1994年9月6日 - 1994年9月14日

1994年9月，麥哲倫號的公轉軌道降低，開始進行“風車實驗”。在實驗過程中，麥哲倫號利用太陽能電池板，垂直於公轉軌道路徑。麥哲倫號也點燃推進器，以保持麥哲倫號穩定。風車實驗將科學家了解上層大氣阻力對於行星探測器產生的影響，幫助科學家設計未來的地球人造衛星，並測試未來行星探測器採用大气制动方法。

## 成果

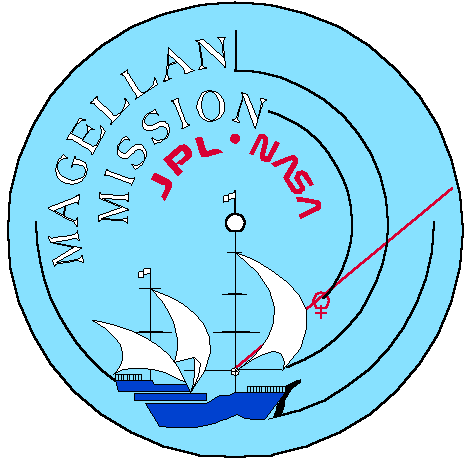
麥哲倫號任務徽章

- 麥哲倫號高解析率的全球影像提供科學家資料，以了解金星表面結構、火山活動和地質作用。
- 金星表面大多覆蓋火山物質。火山的表面特徵相當常見，如遼闊的熔岩平原、熔岩圓頂以及大型盾狀火山。
- 金星表面很少有撞擊坑，這顯示表面是年輕的地層，只有不到800萬年的歷史。
- 熔岩河流長達6,000公里，顯示極低粘度的熔岩河流可能來自高頻率的火山爆發。
- 陸地典型的板塊構造（大陸漂移和盆底蔓延）於金星表面並不明顯。
- 雖然金星有一個稠密的大氣層，但是表面沒有大量的風蝕跡象，只有有限的沙塵與風力搬運的跡象。與此相反，火星表面只有稀薄的大氣層，但是有大量的風蝕跡象與相當多的沙塵與風力搬運的跡象。
- 麥哲倫號高解析率照片提供資料，科學家可以更容易了解金星地質、火山作用、金星表面結構形成。
- 麥哲倫號創建了第一個（也是目前最好的）高解析率雷達影像，反映出行星表面特徵。在此之前的金星探測任務拍攝低解析率的雷達影像，麥哲倫號終於獲得與環形山、丘陵，山脊和其他地質構造的詳細影像，在一定程度堪比其他行星的可見光影像。麥哲倫號的全球雷達地圖目前仍然是目前最詳細的金星地圖，雖然俄羅斯的金星-D也攜帶雷達，可以完成同樣成果，但是所使用的雷達解析率不如麥哲倫號。

## 外部連結
- Magellan homepage
- Magellan mission description and data（页面存档备份，存于）
- Magellan images（页面存档备份，存于）